# (8752) Flammeus
(8752) Flammeus ist ein Asteroid des inneren Hauptgürtels, der am 24. September 1960 von dem niederländischen Astronomenehepaar Cornelis Johannes van Houten und Ingrid van Houten-Groeneveld entdeckt wurde. Die Entdeckung geschah im Rahmen des Palomar-Leiden-Surveys, bei dem von Tom Gehrels mit dem 120-cm-Oschin-Schmidt-Teleskop des Palomar-Observatoriums aufgenommene Feldplatten an der Universität Leiden durchmustert wurden.
Der italienische Astronom Vincenzo Zappalà hat unter Zuhilfenahme einer hierarchischen Clusteranalyse in einer Publikation von 1995 (et al.) eine Zugehörigkeit des Asteroiden zur Nysa-Familie hochgerechnet, einer nach (44) Nysa benannten Gruppe von Asteroiden. Die Gruppe wird auch Hertha-Familie genannt, nach (135) Hertha.
Die Rotationsperiode von (8752) Flammeus wurde unter anderem 2015 von Adam Waszczak, Chan-Kao Chang, Eran Ofek et al. untersucht. Die Lichtkurve reichte jedoch nicht für eine Bestimmung aus.
Der Asteroid wurde am 2. Februar 1999 nach der Sumpfohreule benannt, deren wissenschaftlicher Name Asio flammeus lautet. Zum Zeitpunkt der Benennung befand sich die Sumpfohreule auf der niederländischen und europäischen Roten Liste gefährdeter Vogelarten.